# مسابقه بزرگ در پینچ‌کلیف
مسابقهٔ بزرگ در پینچ‌کلیف (نروژی: Flåklypa Grand Prix انگلیسی: Pinchcliffe Grand Prix) انیمیشنی نروژی است که به شیوهٔ «استاپ موشن» و توسط شرکت فیلم‌سازی برادران کاپرینو به نام کاپرینو فیلم‌سنتر در سال ۱۹۷۵ ساخته شده است. این فیلم در زمان نمایش خود چنان مورد استقبال قرار گرفت که تنها در کشور نروژ که آن زمان ۴٫۷ میلیون نفر جمعیت داشت، ۵٫۵ میلیون قطعه بلیت فروخته شد. مسابقهٔ بزرگ در پینچ‌کلیف در اواسط دههٔ ۶۰ خورشیدی از شبکه ۱ سیمای جمهوری اسلامی ایران نیز پخش گردیده است.

## خلاصه داستان
دوچرخه‌سازی به نام تئودور همراه با دو دستیار وفادار خود، یک اردک سیاه زرنگ به نام سانی و خارپشتی منفی‌نگر به نام لامبرت بر بالای تپهٔ بلندی در دهکدهٔ کوچک پینچ‌کلیف زندگی می‌کند. تئودور که علاوه بر دوچرخه‌سازی مخترع باذوقی نیز هست بر روی ساخت موتور ویژه‌ای که سوختش از الکل تهیه شده و سرعتش تا حد موتورهای جت می‌تواند افزایش یابد کار می‌کند ولی یک روز طی تماشای برنامه‌ای تلویزیونی ناگهان درمیابد که طرح او توسط دستیار حقه‌باز سابقش رودولف که اینک تبدیل به قهرمان مسابقات اتومبیلرانی شده و دارد رقبا را به چالش فرامی‌خواند دزدیده شده است. تئودور از کار بر روی طرحش ناامید می‌شود ولی سانی او را تشویق به ادامهٔ کار کرده و می‌گوید که باید در مسابقه بزرگ نیز شرکت کند ولی تئودور می‌گوید دیگر پولی ندارد که بخواهد طرحش را ادامه دهد. پس سانی که از حضور عبدل بن بونانزا، صاحب کمپانی نفت علاءالدین در آن حوالی باخبر شده است به دیدن شیخ نفتی رفته و او را ترغیب به سرمایه‌گذاری برای تکمیل طرح تئودور می‌کند. قرارداد امضا شده و علی‌رغم بدبینی‌های لمبرت، ایل تمپو گیگانته (در ایران: اُپل تِمپو لَکَنتِه) متولد می‌شود. طی مراسمی و با حضور اهالی پینچ‌کلیف و توسط عبدل بن بونانزا، از ایل تمپو گیگانته که هیچ شباهتی به دیگر اتومبیل‌های مسابقه‌ای ندارد پرده‌برداری شده و اعلام می‌گردد که این اتومبیل در مسابقهٔ بزرگی که در پیش است شرکت داده خواهد شد. این خبر به گوش رودولف که طرح تئودور را دزدیده است نیز می‌رسد. او که با کمپانی نفتی اسنیک (مار) قرارداد دارد به هیچ وجه نمی‌خواهد که بازندهٔ میدان باشد پس دستیار شرورش را روز قبل از مسابقه برای خرابکاری به کارگاه تئودور می‌فرستد و او نیز محفظهٔ نگهدارندهٔ موتور مخصوص را با اره می‌برد. سرانجام روز مسابقه فرا می‌رسد و شرکت کنندگان از جمله تئودور که به نمایندگی از شرکت نفت علاءالدین در این مسابقه شرکت کرده است آمادهٔ رقابت با یکدیگر می‌شوند. در شروع مسابقه ایل تمپو گیگانته چنان نمایش خیره‌کننده‌ای از خود ارائه می‌دهد که همگان تئودور را برندهٔ مسابقهٔ بزرگ می‌دانند ولی پس از چند دور، محفظهٔ آسیب دیده مشکل‌زا شده و سرعت اتومبیل کاهش می‌یابد و مجبور به خروج از پیست می‌شود. شیخ عبدل بن بونانزا که تمام سرمایه‌گذاری‌های خود را بر باد رفته می‌بیند بر سر و صورت خود می‌کوبد و تئودور و گروهش بی‌توجه به مخزن آسیب دیده به بررسی چندبارهٔ میزان خلوص الکل و لوازم داخل موتور می‌پردازند تا اینکه لامبرت موفق به پیدا کردن عامل اصلی شده و مخزن بریده شده را با دستانش نگاه می‌دارد. در یک چشم به هم زدن شعله‌های آتش از اگزوزهای بزرگ اتومبیل زبانه کشیده و دور موتور به حداکثر توان خود بازمی‌گردد. ایل تمپو گیگانته بار دیگر به مسابقه بازگشته است. سرعت اتومبیل غیرقابل تصور است و خیلی زود عقب‌افتادگی خود در پیست مسابقه را جبران می‌کند. رودولف حقه‌باز که موقعیت خود را در خطر می‌بیند سعی می‌کند با استفاده از دود و کاهش محدودهٔ دید جلوی پیشروی تئودور را بگیرد ولی ایل تمپو گیگانته مجهز به رادار است و بدون هیچ مشکلی از نمایندهٔ نفت اسنیک جلو زده و به عنوان برنده از خط پایان رد می‌شود و بدین ترتیب مقام نخست را به خود اختصاص می‌دهد. امروز روز بزرگی برای اهالی دهکدهٔ کوچک پینچ‌کلیف است.

## صداپیشگان و نقش‌ها
| نام بازیگر               | نقش (نسخه نروژی)      | نقش (نسخه انگلیسی) |
| ------------------------ | --------------------- | ------------------ |
| فرانک رابرت              | رئودور فلگن           | تئودور ریمزپوک     |
| کاری سیمونسن             | سولان                 | سانی داک‌ورث        |
| تورالو مورستاد           | لودویگ                | لامبرت             |
| رولف جاست نیلسن          | بن ردیک فای فضان      | عبدل بن بونانزا    |
| هلگه رایس                | رودولف بلادستروپموئن  | رودولف گوراسلیمی   |
| هارالد هایدی-ستین جونیور | امانوئل دسپرادو       |                    |
| ونشه فاس                 | انکفرو استنگلفوهن‌گلاد |                    |
| پر تئودور هوگن           | گزارشگر تلویزیونی     |                    |
| لیف جاستر                | راوی                  |                    |

## گروه تولید
- فیلمنامه و داستان: کیل اوکراست، ایوو کاپرینو، ریمو کاپرینو، کیل سیورسن
- کارگردان: ایوو کاپرینو
- دستیار کارگردان: ریمو کاپرینو
- مدیر تولید: ریمو کاپرینو
- دستیار تولید: ایوان کاپرینو، سیسل یوهانسن
- ساخت عروسک و دکور: گرد آلفسن
- دوربین: ایوو کاپرینو، پر هوگه، شارل پتی
- صدا: آگه اندرسن، یاکوب تریه
- موسیقی: بنت فابریسیوس بیره
- تدوین: ایوو کاپرینو